# 埃普索姆 (維多利亞州)
埃普索姆（Epsom）是澳大利亞維多利亞州本迪戈郊區一地，屬於大本迪戈市的一部份，位於本迪戈中心商務區以北7（4.3英里）。根據澳大利亞2006年人口普查，當地有1,405人。

## 外部連結
维基共享资源上的相關多媒體資源：埃普索姆